# Parco nazionale Garphyttan
Il parco nazionale Garphyttan è un parco nazionale della Svezia, nella contea di Örebro, 15 km a ovest di Örebro. È stato istituito nel 1909 e occupa una superficie di 111 ha.
Il parco è caratterizzato da praterie e boschi, piantati dall'uomo.
Dalla vetta dei monti Svensbodaberget si gode un ottimo panorama.

## Flora
In primavera, la foresta decidua si ricopre di Anemone apennina, di Anemone nemorosa, di Primula veris e di Convallaria majalis.

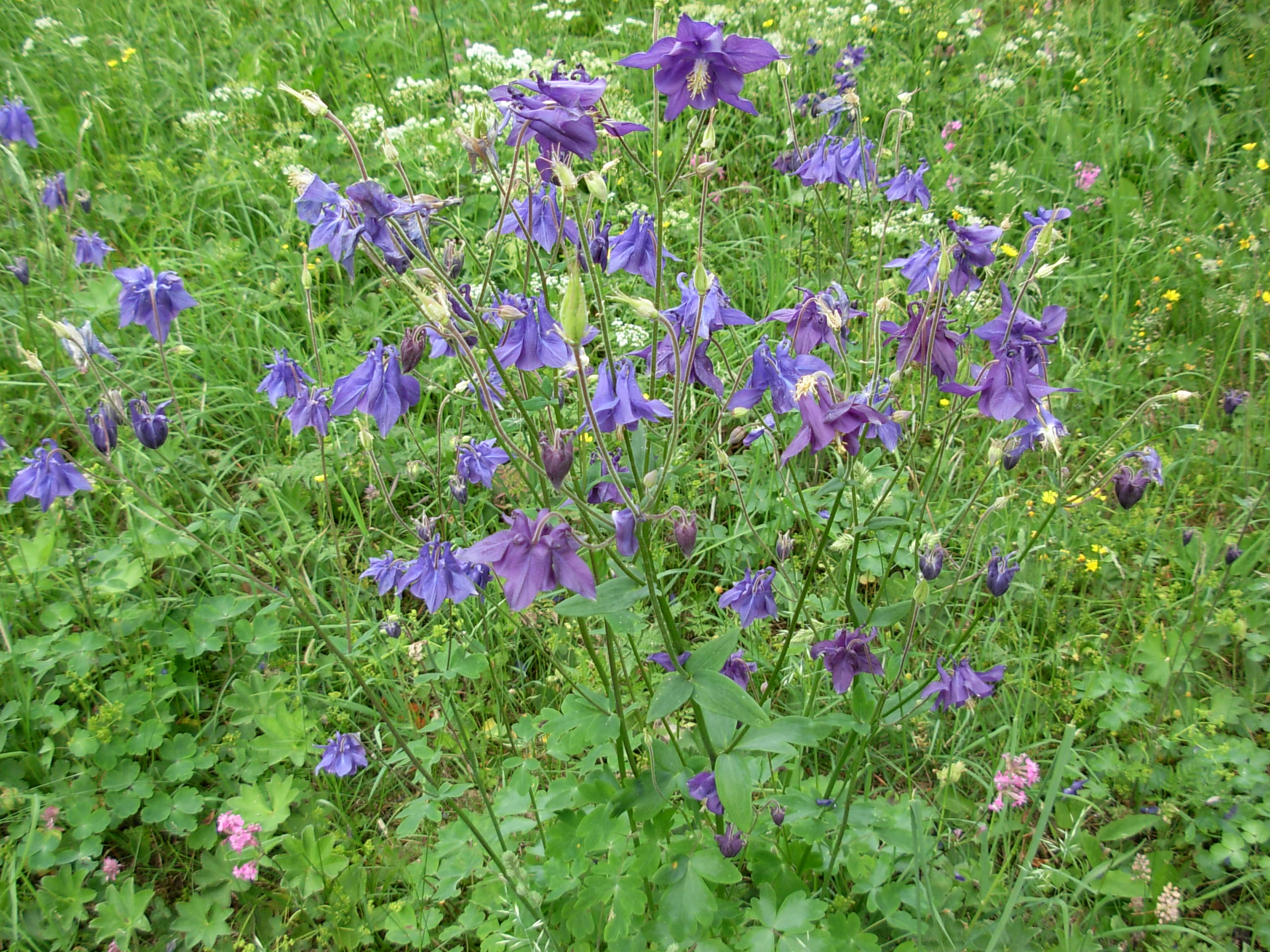
Fiori nel parco nazionale Garphyttan
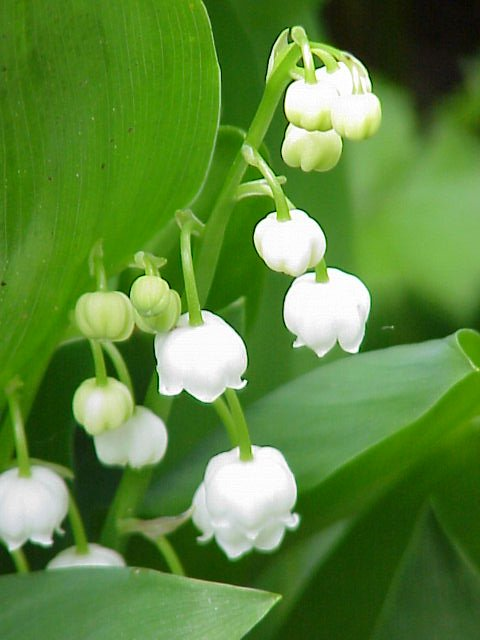
Il mughetto (Convallaria majalis) è una specie spontanea nel Garphyttan